# Scholastique Mukasonga
Scholastique Mukasonga (Guicongoro, 20 de dezembro de 1956) é uma escritora tutsi de Ruanda, atualmente reside na Normandia, França. Foi sobrevivente dos massacres no Ruanda ocorridos na década de 1990.